# ألعاب القوى في الألعاب الأولمبية الصيفية 2024 – سباق 200 متر للسيدات
أُقيم سباق 200 متر للسيدات في دورة الألعاب الأولمبية الصيفية 2024 على أربع جولات في ملعب فرنسا في باريس، فرنسا بين يومي 4-6 أغسطس 2024. تعتبر هذه هي المرة العشرين التي يُقام فيها سباق 200 متر للسيدات في الألعاب الأولمبية الصيفية. وتأهلت 48 رياضية للسباق حسب معيار الدخول أو التصنيف.

## الخلفية
أُدرج سباق 200 متر للسيدات ضمن برنامج ألعاب القوى الأولمبية منذ عام 1948.
| رقم قياسي              | رياضي (دولة)                                     | الوقت (ثانية) | الموقع                  | التاريخ        |
| ---------------------- | ------------------------------------------------ | ------------- | ----------------------- | -------------- |
| الرقم القياسي العالمي  | فلورنس غريفيث جوينر (الولايات المتحدة الأمريكية) | 21.34         | سيول، كوريا الجنوبية    | 29 سبتمبر 1988 |
| الرقم القياسي الأولمبي | فلورنس غريفيث جوينر (الولايات المتحدة الأمريكية) | 21.34         | سيول، كوريا الجنوبية    | 29 سبتمبر 1988 |
| الرائدة عالميًا         | غابرييل توماس (الولايات المتحدة الأمريكية)       | 21.78         | يوجين، الولايات المتحدة | 22 يونيو 2024  |

| رقم قياسي في المنطقة                                             | الرياضي (الدولة)                                 | الوقت (بالثواني) |
| ---------------------------------------------------------------- | ------------------------------------------------ | ---------------- |
| أفريقيا (الأرقام القياسية)                                       | كريستين مبوما (ناميبيا)                          | 21.78            |
| آسيا (الأرقام القياسية)                                          | لي شيويمي (الصين)                                | 22.01            |
| أوروبا (الأرقام القياسية)                                        | دافني شيبرز (هولندا)                             | 21.63            |
| أمريكا الشمالية والوسطى ومنطقة البحر الكاريبي (الأرقام القياسية) | فلورنس غريفيث جوينر (الولايات المتحدة الأمريكية) | 21.34 WR         |
| أوقيانوسيا (الأرقام القياسية)                                    | ميليندا غينزفورد (أستراليا)                      | 22.23            |
| أمريكا الجنوبية (الأرقام القياسية)                               | فيتوريا كريستينا روزا (البرازيل)                 | 22.47            |

## النتائج

### جولة التصفيات
أقيمت التصفيات في 4 أغسطس، بدءًا من الساعة 10:55 (UTC+2) صباحًا.

#### تصفيات الجولة الأولى
نتائج تصفيات الجولة الأولى من سباق 200 متر للسيدات.
| المركز             | المسار             | الرياضية              | البلد              | الوقت          | ملاحظات        |
| ------------------ | ------------------ | --------------------- | ------------------ | -------------- | -------------- |
| 1                  | 4                  | جوليان ألفريد         | سانت لوسيا         | 22.41          | Q              |
| 2                  | 5                  | جيميما جوزيف          | فرنسا              | 22.72          | Q              |
| 3                  | 6                  | جوليا هنريكسون        | السويد             | 22.79          | Q, NR          |
| 4                  | 9                  | توري لويس             | أستراليا           | 22.89          | PB             |
| 5                  | 7                  | لورين دوركاس بازولو   | البرتغال           | 23.10          | SB             |
| 6                  | 2                  | ليوني بوينتيت         | سويسرا             | 23.42          |                |
| 7                  | 3                  | أولغا سافرونوفا       | كازاخستان          | 23.58          |                |
|                    | 8                  | ماري جوزيه تا لو سميث | ساحل العاج         | DNS            |                |
| اتجاه وسرعة الرياح | اتجاه وسرعة الرياح | اتجاه وسرعة الرياح    | اتجاه وسرعة الرياح | +1.4 متر/ثانية | +1.4 متر/ثانية |

#### تصفيات الجولة الثانية
نتائج تصفيات الجولة الثانية من سباق 200 متر للسيدات.
| المركز             | المسار             | الرياضية             | البلد              | الوقت         | ملاحظات       |
| ------------------ | ------------------ | -------------------- | ------------------ | ------------- | ------------- |
| 1                  | 5                  | غابرييل توماس        | الولايات المتحدة   | 22.20         | Q             |
| 2                  | 6                  | نييشا بورغر          | جامايكا            | 22.54         | Q             |
| 3                  | 3                  | موجينجا كامبوندجي    | سويسرا             | 22.75         | Q             |
| 4                  | 8                  | جاكلين مادوغو        | كندا               | 22.78         | PB            |
| 5                  | 4                  | أناهي سواريز         | الإكوادور          | 23.33         |               |
| 6                  | 7                  | داليا كداري          | إيطاليا            | 23.49         |               |
| 7                  | 2                  | سيسيليا تامايو غارزا | المكسيك            | 23.65         |               |
| اتجاه وسرعة الرياح | اتجاه وسرعة الرياح | اتجاه وسرعة الرياح   | اتجاه وسرعة الرياح | 0.0 متر/ثانية | 0.0 متر/ثانية |

#### تصفيات الجولة الثالثة
نتائج تصفيات الجولة الثالثة من سباق 200 متر للسيدات.
| المركز             | المسار             | الرياضية           | البلد              | الوقت         | ملاحظات       |
| ------------------ | ------------------ | ------------------ | ------------------ | ------------- | ------------- |
| 1                  | 5                  | داريل نيتا         | بريطانيا العظمى    | 22.39         | Q             |
| 2                  | 9                  | تاسا جيا           | هولندا             | 22.74         | Q             |
| 3                  | 3                  | هيلين باريسو       | فرنسا              | 22.99         | Q             |
| 4                  | 7                  | نيكول كايسيدو      | الإكوادور          | 23.18         |               |
| 5                  | 2                  | نورا ليندال        | السويد             | 23.33         |               |
| 6                  | 6                  | مارتينا كوتفيوا    | بولندا             | 23.43         |               |
| 7                  | 8                  | آنا بونجورني       | إيطاليا            | 23.49         |               |
|                    | 4                  | شيريكا جاكسون      | جامايكا            | DNS           |               |
| اتجاه وسرعة الرياح | اتجاه وسرعة الرياح | اتجاه وسرعة الرياح | اتجاه وسرعة الرياح | 0.0 متر/ثانية | 0.0 متر/ثانية |

#### تصفيات الجولة الرابعة
نتائج تصفيات الجولة الرابعة من سباق 200 متر للسيدات.
| المركز             | المسار             | الرياضية               | البلد              | الوقت         | ملاحظات       |
| ------------------ | ------------------ | ---------------------- | ------------------ | ------------- | ------------- |
| 1                  | 9                  | ماكنزي لونغ            | الولايات المتحدة   | 22.55         | Q             |
| 2                  | 7                  | جيسيكا غباي            | ساحل العاج         | 22.61         | Q             |
| 3                  | 3                  | أودري ليدوك            | كندا               | 22.88         | Q             |
| 4                  | 2                  | جيل بيستوي             | إسبانيا            | 23.17         |               |
| 5                  | 6                  | كريستسينا تسيمانوسكايا | بولندا             | 23.30         |               |
| 6                  | 5                  | ميا غروس               | أستراليا           | 23.36         |               |
| 7                  | 4                  | أيمارا نازارينو        | الإكوادور          | 23.52         |               |
| 8                  | 8                  | لورين مارتينز          | البرازيل           | 23.68         |               |
| اتجاه وسرعة الرياح | اتجاه وسرعة الرياح | اتجاه وسرعة الرياح     | اتجاه وسرعة الرياح | 0.0 متر/ثانية | 0.0 متر/ثانية |

#### تصفيات الجولة الخامسة
نتائج تصفيات الجولة الخامسة من سباق 200 متر للسيدات.
| المركز             | المسار             | الرياضية              | البلد              | الوقت          | ملاحظات        |
| ------------------ | ------------------ | --------------------- | ------------------ | -------------- | -------------- |
| 1                  | 7                  | بريتاني براون         | الولايات المتحدة   | 22.38          |                |
| 2                  | 2                  | لاني تافا توماس       | جامايكا            | 22.70          |                |
| 3                  | 3                  | بيانكا ويليامز        | بريطانيا العظمى    | 22.77          |                |
| 4                  | 8                  | بولينيكي إيمانويليدو  | اليونان            | 23.06          |                |
| 5                  | 5                  | أوليفيا فوتوبولو      | قبرص               | 23.07          |                |
| 6                  | 4                  | بوغلاركا تاكاس        | المجر              | 23.16          |                |
| 7                  | 9                  | إيمكه فيرفيت          | بلجيكا             | 23.20          |                |
| 8                  | 6                  | فيرونيكا شانتي بيريرا | سنغافورة           | 23.21          |                |
| اتجاه وسرعة الرياح | اتجاه وسرعة الرياح | اتجاه وسرعة الرياح    | اتجاه وسرعة الرياح | +0.2 متر/ثانية | +0.2 متر/ثانية |

#### تصفيات الجولة السادسة
نتائج تصفيات الجولة السادسة من سباق 200 متر للسيدات.
| المركز             | المسار             | الرياضية            | البلد                  | الوقت          | ملاحظات        |
| ------------------ | ------------------ | ------------------- | ---------------------- | -------------- | -------------- |
| 1                  | 2                  | فافور أوفيلي        | نيجيريا                | 22.24          | Q, SB          |
| 2                  | 8                  | دينا آشر سميث       | بريطانيا العظمى        | 22.28          | Q              |
| 3                  | 7                  | جينا مريم باس بيتاي | غامبيا                 | 22.84          | Q, SB          |
| 4                  | 3                  | مابوندو كوني        | ساحل العاج             | 22.87          | SB             |
| 5                  | 5                  | أدايجاه هودج        | جزر العذراء البريطانية | 23.00          |                |
| 6                  | 4                  | إيدا كارستوفت       | الدنمارك               | 23.01          |                |
| 7                  | 9                  | لي يوتينغ           | الصين                  | 23.31          |                |
| 8                  | 6                  | آنا أزيفيدو         | البرازيل               | 23.37          |                |
| اتجاه وسرعة الرياح | اتجاه وسرعة الرياح | اتجاه وسرعة الرياح  | اتجاه وسرعة الرياح     | +0.5 متر/ثانية | +0.5 متر/ثانية |

### جولة الإعادة
أقيمت جولات الإعادة في 5 أغسطس، بدءًا من الساعة 12:50 (UTC+2) بعد الظهر.

#### جولة الإعادة الأولى
نتائج جولة الإعادة الأولى التأهيلية من سباق 200 متر للسيدات.
| المركز             | المسار             | الرياضية              | البلد                  | الوقت          | ملاحظات        |
| ------------------ | ------------------ | --------------------- | ---------------------- | -------------- | -------------- |
| 1                  | 8                  | جاكلين مادوغو         | كندا                   | 22.58          | Q, PB          |
| 2                  | 7                  | أدايجاه هودج          | جزر العذراء البريطانية | 22.94          | q              |
| 3                  | 6                  | بولينيكي إيمانويليدو  | اليونان                | 22.99          | q              |
| 4                  | 4                  | لورين دوركاس بازولو   | البرتغال               | 23.08          | SB             |
| 5                  | 5                  | أيمارا نازارينو       | الإكوادور              | 23.35          |                |
| 6                  | 2                  | آنا أزيفيدو           | البرازيل               | 23.44          |                |
| 7                  | 3                  | فيرونيكا شانتي بيريرا | سنغافورة               | 23.45          |                |
| اتجاه وسرعة الرياح | اتجاه وسرعة الرياح | اتجاه وسرعة الرياح    | اتجاه وسرعة الرياح     | +0.6 متر/ثانية | +0.6 متر/ثانية |

#### جولة الإعادة الثانية
نتائج جولة الإعادة الثانية التأهيلية من سباق 200 متر للسيدات.
| المركز             | المسار             | الرياضية           | البلد              | الوقت          | ملاحظات        |
| ------------------ | ------------------ | ------------------ | ------------------ | -------------- | -------------- |
| 1                  | 4                  | مابوندو كوني       | ساحل العاج         | 22.89          | Q              |
| 2                  | 8                  | بوغلاركا تاكاس     | المجر              | 23.05          |                |
| 3                  | 3                  | لي يوتينغ          | الصين              | 23.24          |                |
| 4                  | 5                  | مارتينا كوتفيوا    | بولندا             | 23.50          |                |
| 5                  | 7                  | أناهي سواريز       | الإكوادور          | 23.54          |                |
| 6                  | 6                  | لورين مارتينز      | البرازيل           | 23.82          |                |
|                    | 3                  | داليا كداري        | إيطاليا            | DNS            |                |
| اتجاه وسرعة الرياح | اتجاه وسرعة الرياح | اتجاه وسرعة الرياح | اتجاه وسرعة الرياح | +0.6 متر/ثانية | +0.6 متر/ثانية |

#### جولة الإعادة الثالثة
نتائج جولة الإعادة الثالثة التأهيلية من سباق 200 متر للسيدات.
| المركز             | المسار             | الرياضية               | البلد              | الوقت          | ملاحظات        |
| ------------------ | ------------------ | ---------------------- | ------------------ | -------------- | -------------- |
| 1                  | 8                  | أوليفيا فوتوبولو       | قبرص               | 22.92          | Q, =SB         |
| 2                  | 5                  | كريستسينا تسيمانوسكايا | بولندا             | 23.01          |                |
| 3                  | 7                  | نيكول كايسيدو          | الإكوادور          | 23.04          |                |
| 4                  | 4                  | ميا غروس               | أستراليا           | 23.34          |                |
| 5                  | 6                  | سيسيليا تامايو غارزا   | المكسيك            | 23.49          |                |
|                    | 2                  | آنا بونجورني           | إيطاليا            | DNS            |                |
|                    | 3                  | إيدا كارستوفت          | الدنمارك           | DNS            |                |
| اتجاه وسرعة الرياح | اتجاه وسرعة الرياح | اتجاه وسرعة الرياح     | اتجاه وسرعة الرياح | -0.4 متر/ثانية | -0.4 متر/ثانية |

#### جولة الإعادة الرابعة
نتائج جولة الإعادة الرابعة التأهيلية من سباق 200 متر للسيدات.
| المركز             | المسار             | الرياضية           | البلد              | الوقت          | ملاحظات        |
| ------------------ | ------------------ | ------------------ | ------------------ | -------------- | -------------- |
| 1                  | 2                  | توري لويس          | أستراليا           | 23.08          | Q              |
| 2                  | 3                  | جيل بيستوي         | إسبانيا            | 23.22          |                |
| 3                  | 7                  | إيمكه فيرفيت       | بلجيكا             | 23.33          |                |
| 4                  | 6                  | ليوني بوينتيت      | سويسرا             | 23.37          |                |
| 5                  | 4                  | نورا ليندال        | السويد             | 23.51          |                |
| 6                  | 5                  | أولغا سافرونوفا    | كازاخستان          | 23.70          |                |
| اتجاه وسرعة الرياح | اتجاه وسرعة الرياح | اتجاه وسرعة الرياح | اتجاه وسرعة الرياح | -0.9 متر/ثانية | -0.9 متر/ثانية |

### الدور نصف النهائي
أقيمت مباريات الدور نصف النهائي في 5 أغسطس، بدءًا من الساعة 20:45 (UTC+2) في المساء.

#### نصف النهائي الأول
نتائج جولة نصف النهائي الأولى المؤهلة لنهائي سباق 200 متر للسيدات.
| المركز             | المسار             | الرياضية           | البلد                  | الوقت         | ملاحظات       |
| ------------------ | ------------------ | ------------------ | ---------------------- | ------------- | ------------- |
| 1                  | 7                  | جوليان ألفريد      | سانت لوسيا             | 21.98         | Q             |
| 2                  | 6                  | فافور أوفيلي       | نيجيريا                | 22.05         | Q, SB         |
| 3                  | 8                  | ماكنزي لونغ        | الولايات المتحدة       | 22.30         | q             |
| 4                  | 9                  | بيانكا ويليامز     | بريطانيا العظمى        | 22.58         | SB            |
| 5                  | 3                  | مابوندو كوني       | ساحل العاج             | 22.65         | SB            |
| 6                  | 5                  | أودري ليدوك        | كندا                   | 22.68         |               |
| 7                  | 4                  | جيميما جوزيف       | فرنسا                  | 22.69         |               |
| 8                  | 2                  | أدايجاه هودج       | جزر العذراء البريطانية | 22.70         |               |
| اتجاه وسرعة الرياح | اتجاه وسرعة الرياح | اتجاه وسرعة الرياح | اتجاه وسرعة الرياح     | 0.0 متر/ثانية | 0.0 متر/ثانية |

#### نصف النهائي الثاني
نتائج جولة نصف النهائي الثاني المؤهلة لنهائي سباق 200 متر للسيدات.
| المركز             | المسار             | الرياضية             | البلد              | الوقت          | ملاحظات        |
| ------------------ | ------------------ | -------------------- | ------------------ | -------------- | -------------- |
| 1                  | 8                  | غابرييل توماس        | الولايات المتحدة   | 21.86          | Q              |
| 2                  | 7                  | دينا آشر سميث        | بريطانيا العظمى    | 22.31          | Q              |
| 3                  | 5                  | هيلين باريسو         | فرنسا              | 22.55          | PB             |
| 4                  | 4                  | موجينجا كامبوندجي    | سويسرا             | 22.63          |                |
| 5                  | 6                  | نييشا بورغر          | جامايكا            | 22.64          |                |
| 6                  | 9                  | تاسا جيا             | هولندا             | 22.81 (.801)   |                |
| 7                  | 3                  | جاكلين مادوغو        | كندا               | 22.81 (.807)   |                |
| 8                  | 2                  | بولينيكي إيمانويليدو | اليونان            | 23.18          |                |
| اتجاه وسرعة الرياح | اتجاه وسرعة الرياح | اتجاه وسرعة الرياح   | اتجاه وسرعة الرياح | +0.2 متر/ثانية | +0.2 متر/ثانية |

#### نصف النهائي الثالث
نتائج جولة نصف النهائي الثالث المؤهلة لنهائي سباق 200 متر للسيدات.
| المركز             | المسار             | الرياضية            | البلد              | الوقت          | ملاحظات        |
| ------------------ | ------------------ | ------------------- | ------------------ | -------------- | -------------- |
| 1                  | 7                  | بريتاني براون       | الولايات المتحدة   | 22.12          | Q              |
| 2                  | 6                  | داريل نيتا          | بريطانيا العظمى    | 22.24          | Q              |
| 3                  | 8                  | جيسيكا غباي         | ساحل العاج         | 22.36          | q, PB          |
| 4                  | 5                  | جينا مريم باس بيتاي | غامبيا             | 22.66          | SB             |
| 5                  | 9                  | لاني تافا توماس     | جامايكا            | 22.77          |                |
| 6                  | 4                  | جوليا هنريكسون      | السويد             | 22.88          |                |
| 7                  | 3                  | توري لويس           | أستراليا           | 22.92          |                |
| 8                  | 2                  | أوليفيا فوتوبولو    | قبرص               | 22.98          |                |
| اتجاه وسرعة الرياح | اتجاه وسرعة الرياح | اتجاه وسرعة الرياح  | اتجاه وسرعة الرياح | +0.1 متر/ثانية | +0.1 متر/ثانية |

### النهائي
أقيمت المباراة النهائية في 6 أغسطس، ابتداءً من الساعة 21:40 (UTC+2) في المساء.
| الرتبة | المسار | الرياضي       | الدولة           | الوقت | ملاحظات |
| ------ | ------ | ------------- | ---------------- | ----- | ------- |
| الأول  | 7      | غابرييل توماس | الولايات المتحدة | 21.83 |         |
| الثاني | 8      | جوليان ألفريد | سانت لوسيا       | 22.08 |         |
| الثالث | 6      | بريتاني براون | الولايات المتحدة | 22.20 |         |
| 4      | 4      | دينا آشر سميث | بريطانيا العظمى  | 22.22 |         |
| 5      | 5      | داريل نيتا    | بريطانيا العظمى  | 22.23 |         |
| 6      | 9      | فافور أوفيلي  | نيجيريا          | 22.24 |         |
| 7      | 2      | ماكنزي لونغ   | الولايات المتحدة | 22.42 |         |
| 8      | 3      | جيسيكا غباي   | ساحل العاج       | 22.70 |         |